# Воскресенская арка
Воскре́сенская а́рка — проездная арка в стене Новгородского кремля, сооружённая в начале XIX века на месте разрушенной Воскресенской башни. Арка служит входом на территорию кремля со стороны Софийской площади.

## История
Арка построена по проекту архитектора А. И. Мельникова в 1820 году на месте разрушенной в 1745 году обветшавшей Воскресенской башни конца XV века. В то же время возведена Пречистенская арка с противоположной стороны кремля. Арка была отремонтированы в 1936—1938 годах, но во время Великой Отечественной войны получила пробоину в перекрытии. Арка была отреставрирована в 1945—1946 гг. под руководством С. Н. Давыдова, частично ремонтировалась также в 1950-х годах. В 1975 году в проёме арки по проекту Л. А. Ашихминой сооружена металлическая решётка с проездными воротами и калитками. В 1993-1994 годах проведена ещё одна реставрация, при которой был восстановлен обрушившийся в 1992 году зубец стены, площадка боевого хода гидроизолирована, над ней сделана двускатная крыша.

## Архитектура
Арка имеет полуциркульную форму, с коробовым сводом. С наружной стороны кремля над аркой рустованный архивольт с замковым камнем, с внутренней стороны арка выложена шириной в три кирпича. Над аркой проложен боевой ход с зубцами, под ним в толще стены имеется камера, выполненная, вероятно, для уменьшения давления на свод. Арочный проём имеет ширину 12,5 м, высоту 7,25 м, толщина стены в месте арки 4,3-4,4 м.

## Галерея

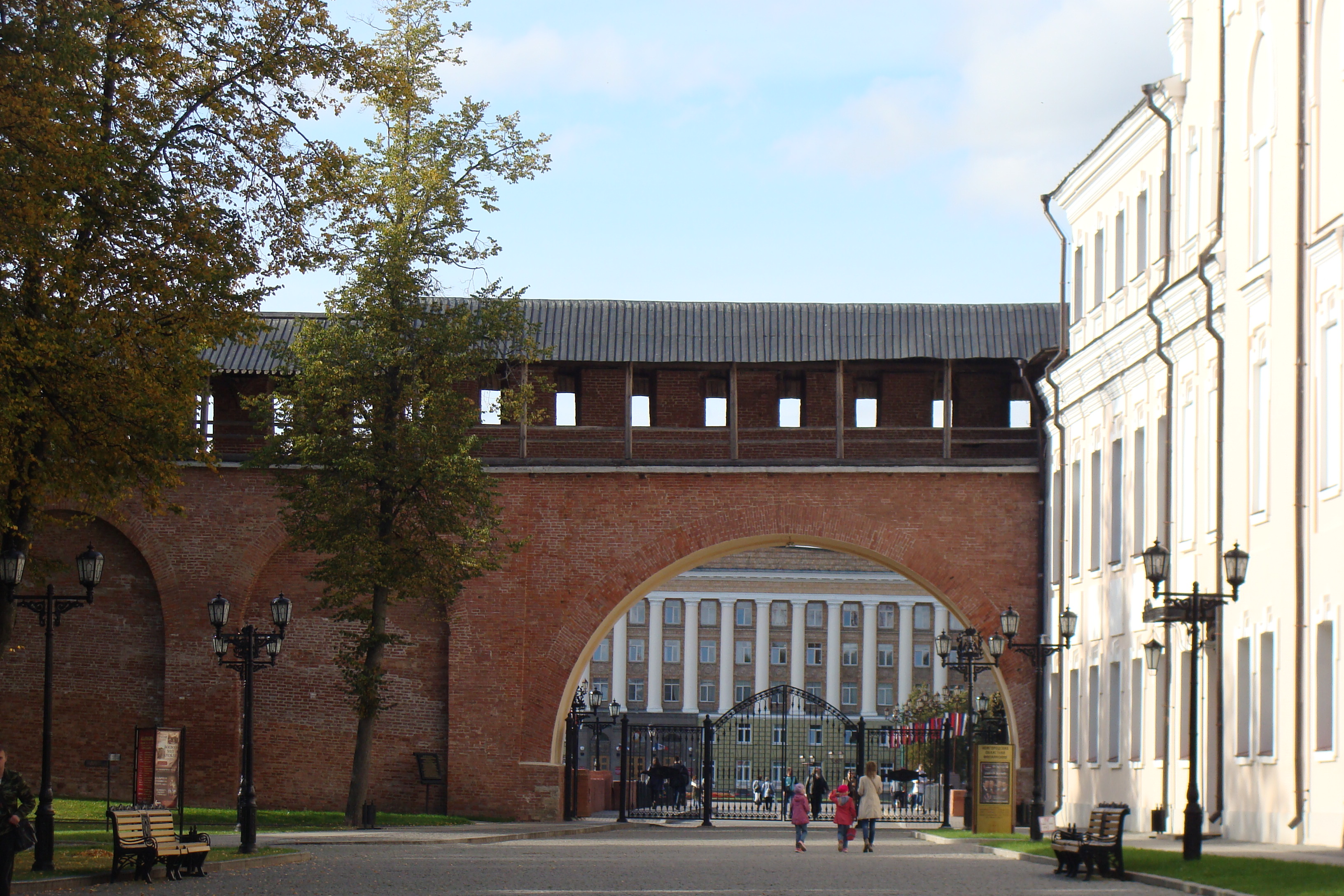
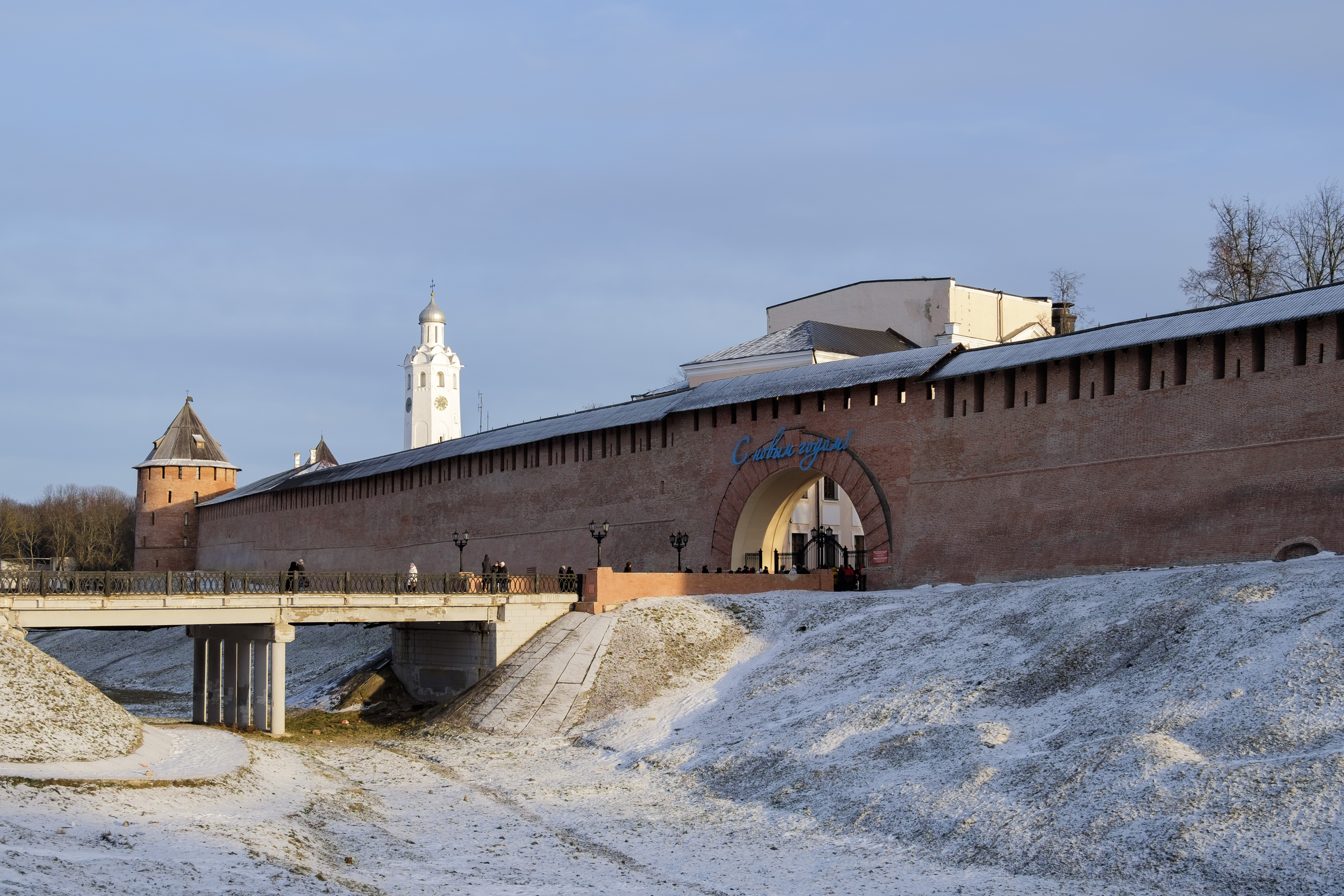
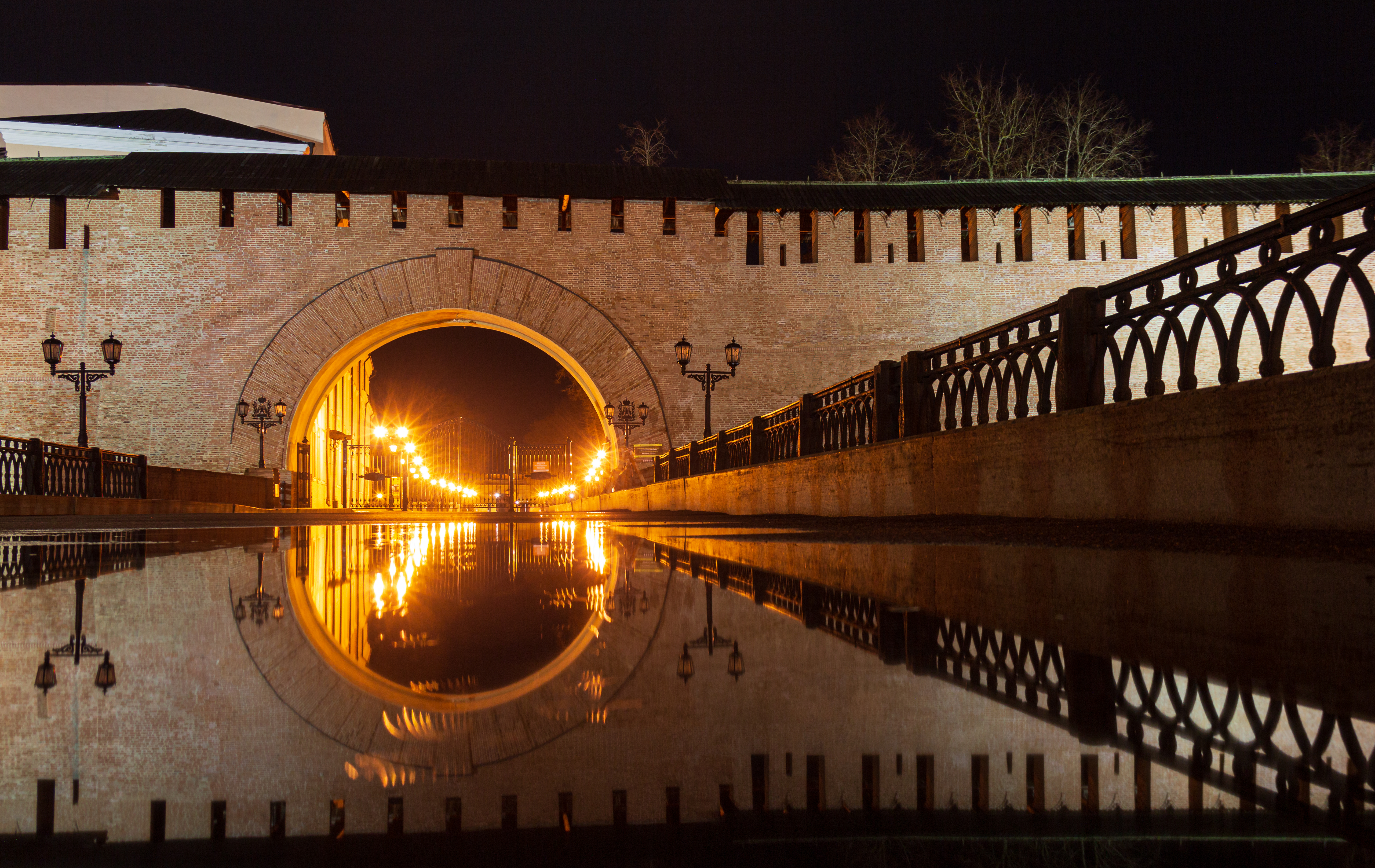